# Municipio de Lewistown
El municipio de Lewistown (en inglés: Lewistown Township) es un municipio ubicado en el condado de Fulton en el estado estadounidense de Illinois. En el año 2010 tenía una población de 3039 habitantes y una densidad poblacional de 33,05 personas por km².

## Geografía
El municipio de Lewistown se encuentra ubicado en las coordenadas 40°24′28″N 90°9′40″O / 40.40778, -90.16111. Según la Oficina del Censo de los Estados Unidos, el municipio tiene una superficie total de 91.94 km², de la cual 91.94 km² corresponden a tierra firme y (0%) 0 km² es agua.

## Demografía
Según el censo de 2010, había 3039 personas residiendo en el municipio de Lewistown. La densidad de población era de 33,05 hab./km². De los 3039 habitantes, el municipio de Lewistown estaba compuesto por el 98.19% blancos, el 0.72% eran afroamericanos, el 0.07% eran amerindios, el 0.16% eran asiáticos, el 0.03% eran isleños del Pacífico, el 0.16% eran de otras razas y el 0.66% pertenecían a dos o más razas. Del total de la población el 1.32% eran hispanos o latinos de cualquier raza.